# 스티밀리아노
스티밀리아노(이탈리아어: Stimigliano)는 이탈리아 라치오주 리에티도에 위치한 코무네다. 로마로부터 북쪽 45km, 리에티로부터 남서쪽 25km 거리에 있다.